# Max Alvary

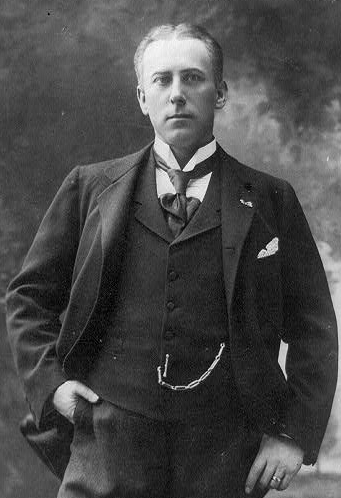
Max Alvary

Max Alvary, bürgerlicher Name Maximilian Achenbach (* 3. Mai 1851 in Düsseldorf; † 7. November 1898 in Tabarz), war ein deutscher Architekt und Opernsänger (Tenor).

## Leben
Max Alvary war der Sohn des Düsseldorfer Landschaftsmalers Andreas Achenbach. Er besuchte die Schule der Jesuitenpater in Vaugirard bei Paris, wo er im Knabenchor sang. Später erhielt er seine Fortbildung in einem Internat in der Nähe von London. Er studierte Architektur an der Polytechnischen Schule Aachen, wo er 1871 zu den Gründungsmitgliedern des Corps Teutonia zählte. Sein Studium wurde kurzzeitig durch den Militärdienst bei den Düsseldorfer Husaren unterbrochen, wo er den Rang eines Vizewachtmeisters erreichte. Nach Abschluss des Studiums ließ er sich 1874 als Architekt in Düsseldorf nieder und schuf dort selbstständig einige Villen am Rhein. Seine Architektenlaufbahn brach er jedoch ab und studierte, gegen den anfänglichen Widerstand seines Vaters, Gesang bei Francesco Lamperti in Mailand und bei Julius Stockhausen in Frankfurt.
Mit 22 Jahren verlobte sich Achenbach mit der 15-jährigen Thekla Thomas aus Frankfurt, die er in Düsseldorf kennengelernt hatte. 1879 heirateten sie gegen den Willen beider Familien. Er erhielt nach einer Vorstellung an der Hofbühne in Weimar mit der Titelrolle in Alessandro Stradella von Friedrich von Flotow ein Engagement an der Weimarer Bühne. Bei seinem Debüt nannte er sich zunächst Max Anders, um bei einem eventuellen Misserfolg den guten Namen seines Vaters nicht zu gefährden. Sein Vater brach den Kontakt zu ihm aus Enttäuschung über den Berufswechsel ab.

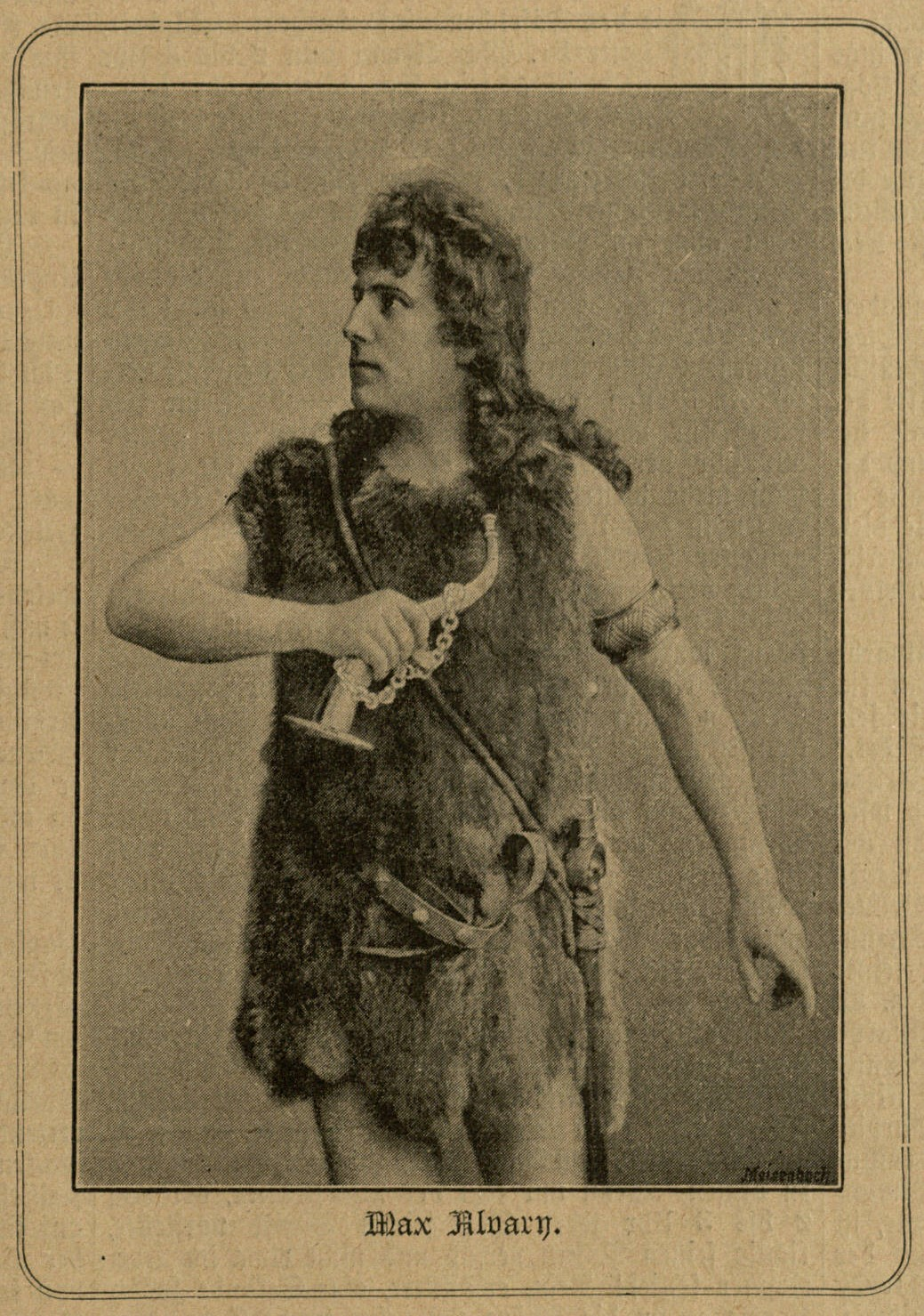
Max Alvary (Neue Musik-Zeitung, 1890)

Da eine Karriere als Sänger unter seinem Geburtsnamen nicht mehr denkbar war, wählte er den Künstlernamen Max Alvary. In seiner Weimarer Zeit übernahm er zahlreiche Partien vorwiegend im lyrischen Fach wie Tamino in Die Zauberflöte, Ferrando in Cosi fan tutte und Don José in Carmen. Er entwarf in Weimar sein Wohnhaus Villa Alvary, die er 1885 bezog.
1885 erhielt er ein Engagement an der New Yorker Metropolitan Opera, wo er am 25. November als Don José in Carmen debütierte. Es folgte ein Auftritt als Assad in Goldmarks Die Königin von Saba an der Seite von Lilli Lehmann. 1886 wurde ihm die Titelpartie in Gounods Faust übertragen, und bei einem Gastspiel in Chicago sang er erstmals die Titelrolle in Wagners Lohengrin. Der Florestan in Beethovens Fidelio erweiterte sein Repertoire. Hinzu kam in New York die Rolle des Stolzing in Die Meistersinger von Nürnberg. Am 13. Januar 1888 fand in der ausverkauften Metropolitan Opera seine 100. Aufführung von Wagners Siegfried statt. Über Nacht wurde Alvary zum Star und zum Liebling des New Yorker Publikums. Nach knapp vier Jahren verließ er im Frühjahr 1889 die Vereinigten Staaten.
Alvary verfügte über eine feine dramatische Stimme und eine außergewöhnliche Bühnenausstrahlung. Somit stieg er in Deutschland in kurzer Zeit zu einem der bedeutendsten Wagner-Interpreten im Tenor-Fach, insbesondere in Tristan und Isolde und Siegfried, auf. Bei seinen Auftritten, entgegen den Gebräuchen der damaligen Zeit, verzichtete er auf das Tragen eines Vollbartes und bei seinen Siegfried-Aufführungen trug er keine fleischfarbenen Beinkleider, sondern zeigte unter dem Bärenfell-Rock seine nackten Beine, die Waden von den geflochtenen Schnüren der Ledersandalen umspannt, was bei den Bayreuther Festspielen zu Auseinandersetzungen mit Cosima Wagner führte. Er war ihr als Darsteller zu eigenwillig, zu selbstständig, vor allem zu wenig beeinflussbar.
In Hamburg sang er Siegfried und Stolzing, gefolgt von Auftritten als Tannhäuser, und 1890 wurde er in München als Lohengrin und Jung-Siegfried gefeiert. Der Kritiker Alfred von Mensi-Klarbach schrieb über Alvarys Münchner Gastspiele: „Da kam aus Amerika ein junger deutscher Sänger und sang seinen Jung-Siegfried bartlos, in einer sorgfältig einstudierten Maske, mit jugendlicher Elastizität und Begeisterung – und München war – ‚weg’. Das heißt vornehmlich die Jugend beiderlei Geschlechts. Max Alvary war auf der Szene eben eine Erscheinung von oft idealer Schönheit. Seine Kostüme und Requisiten hatte er selbst entworfen und anfertigen lassen. […]“
Den Höhepunkt seiner Laufbahn erreichte er 1892 als Tristan und Siegfried im Londoner Royal Opera House.
Im Oktober 1894 erlitt er bei den Proben für Wagners Siegfried im Nationaltheater Mannheim einen schweren Bühnenunfall, als er in der Versenkung stürzte. Trotz mehrerer Operationen erholte er sich nie wieder völlig. Ein Rechtsstreit zog sich über Jahre hin und wurde erst nach Alvarys Tod entschieden. Die Familie bekam eine Entschädigung von 18.000 Goldmark zugesprochen.

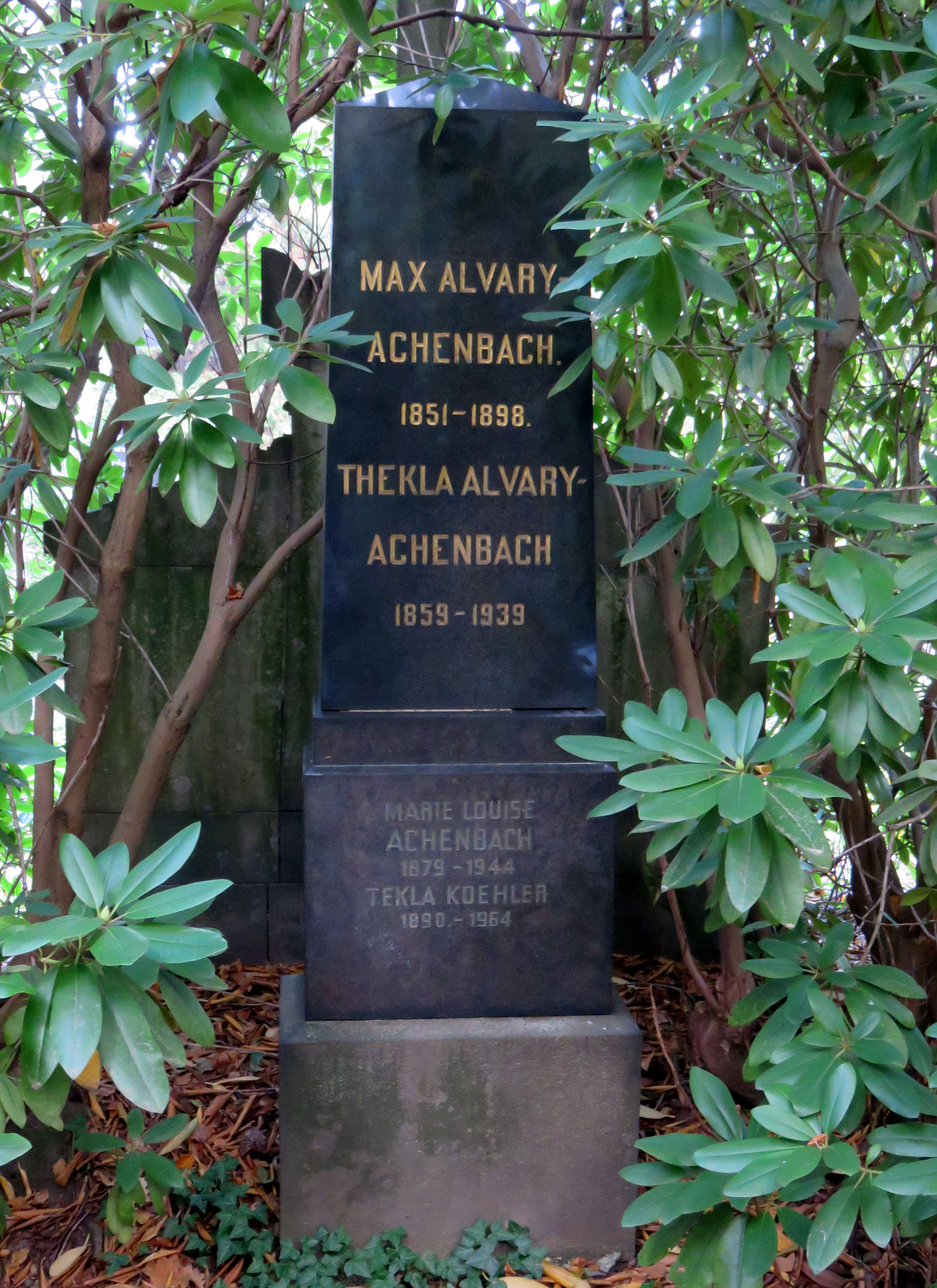
Grabstätte Max Alvary Achenbach auf dem Hamburger Friedhof Ohlsdorf

Anfang 1895 nahm Alvary nach einer längeren Genesungszeit seine Bühnentätigkeit wieder auf. In Hamburg sang er unter Gustav Mahlers Leitung den Tristan und gastierte in Ring-Aufführungen wieder in London. Bei seinem ersten Auftritt in seiner Vaterstadt Düsseldorf sang er den „Pylades“ in Glucks Iphigénie en Tauride, der Vater Andreas Achenbach schenkte dem Sohn als künstlerische Gegengabe eine Ölskizze dieser Aufführung. Damit erkannte auch sein Vater Andreas Achenbach die große künstlerische Leistung des Sohns an. Alvary kehrte noch zwei Mal nach New York zurück. 1895 trat er dort in seinen bekannten Rollen auf und nahm an einer mehrwöchigen Tournee teil. In Folge des Bühnenunfalls musste er sich weiteren Operationen unterziehen und schränkte seine Auftritte immer mehr ein. 1896 wirkte er in Amsterdam in der niederländischen Erstaufführung von Tristan und Isolde mit. Am 25. Mai 1896 beendete er seine Karriere im Alter von 40 Jahren in Hamburg als Siegfried in der Götterdämmerung.
Max Alvary starb am 7. November 1898, fast fünf Jahre nach seinem Bühnenunfall. Bestattet wurde er auf dem Hamburger Friedhof Ohlsdorf, Grabanlage G10 (74–76).
In dem Thüringer Ort Großtabarz hatte Alvary für sich und seine Familie auf einem eigentlich unverkäuflichen Grundstück des Herzogs von Coburg und Gotha ein Haus bauen lassen, die Villa Alvary. Um das Grundstück zu erlangen, hatte er in Gotha zweimal kostenlos gesungen. Das Haus blieb bis 1913 in Familienbesitz. Der davor verlaufende Weg wurde „Max-Alvary-Straße“ benannt.

## Ehrungen
- In Tabarz wurde nach Max Alvary eine Straße benannt.
- In Americanópolis, einem Stadtteil von São Paulo, war er Namensgeber für die Rua Max Alvary.